# Langley Peak
Der Langley Peak ist ein etwa 920 m hoher Berg an der Davis-Küste des Grahamlands auf der Antarktischen Halbinsel. Er ragt 5 km östlich der Curtiss Bay aus dem westlichen Ende des Wright-Piedmont-Gletschers auf.
Luftaufnahmen der Hunting Aerosurveys Ltd. aus den Jahren von 1955 bis 1957 dienten seiner Kartierung. Das UK Antarctic Place-Names Committee benannte ihn 1960 nach dem US-amerikanischen Astrophysiker und Flugpionier Samuel Pierpont Langley (1834–1906), der 1896 mit dem Aërodrome No. 5 eines der ersten flugfähigen Flugzeugmodelle mit Motorantrieb entwickelt hatte.